# Publi Ostori Escàpula el Jove
Publi Ostori Escàpula (en llatí: Publius Ostorius Scapula) era un militar romà fill del magistrat Publi Ostori Escàpula que va ser governador de Britànnia l'any 50.
Va lluitar al costat del seu pare a Britànnia el 50 i va rebre com a recompensa una corona cívica perquè va salvar la vida en una batalla a un ciutadà romà. L'any 62 va ser relacionat amb Antisti Sosià per uns versos crítics que aquest havia escrit contra l'emperador Neró, i va defensar la innocència de Sosià. Però el favor li va ser retornat amb ingratitud, ja que l'any 64 Sosià el va denunciar a l'emperador com a enemic. Va ser condemnat a mort i es va suïcidar.